# 完乘
完乘，是指交通机关营业的乘坐、乘坐所有路线的完全乘车的略语。模仿路线图、地图的涂色，也可以乘毁。
在英语圈里被称为“complete riding”。虽然和完乘多少有点不同，但是也有纽约地铁挑战赛，伦敦地铁挑战赛。
在日语书籍中，关于其他国家的铁路也有使用“完乘”的说法。

## 日本铁路线的完乘

### 完全乘车的类型
指完全乘坐日本铁路线路，有以下事例。
- 完全乘坐日本国内所有铁路线
- 完全乘坐旧日本国有铁路・JR路线
- 私营铁路、公营铁路的每个经营者的完全乘车
- 以一定路线和地区为对象的完全乘车
- 从长途列车的始发站到终点站的完全乘车

### 国铁・JR线
根据1979年（昭和54年）发行的石野哲[8]的《时刻表名侦探》（日本交通公社），当时确认的第一个国铁完乘者是1959年（昭和34年）8月29日到达富内线振内站（当时的富内线终点站）的后藤宗隆。后藤在杂志《旅行》（日本交通公社）1980年（昭和55年）8月号上投稿了题为《国铁完乘第一号》的手记。根据后藤的说法，当时也有很多人抱着达成同样记录的眼见，但是，在1950年代-160年代的日本，以地方线为中心的国铁新线路的建设仍很盛行，在日本各地零星的新线路开通，很容易对“乘坐后留”进行跟踪没有。但是，从1959年（昭和34年）7月15日的纪势本线全通开始约8个月间新干线都没有开通，趁着这个时期的机会，新干线终于全部开通了。当时身为庆应义塾大学学生的后藤，接受了在NHK工作的熟人的委托，在完成乘后2天后回到东京，以此作为“国铁全线跑破第一号”出演了综合电视台的《我的秘密》。
据石野称，1962年（昭和37年）11月，第二个完整的骑乘者出现，之后到1979年（昭和54年）3月为止，仅仅确认就有36人完成了。后藤之后，“完乘者”并不是没有被媒体报道的机会，但在社会上并不广为人知。在石野、后藤等文献中可以看到的范围内，到1970年代中期为止，国铁路线的全线乘车并没有出现“完乘”这样的缩略语，“全线行驶破”这样的表达方式更为普遍。
国铁完乘受到关注的契机是1978年（昭和53年）7月出版的宫胁俊三的处女作旅行记《时刻表2万公里》。《时刻表2万公里》发行后的第二个月在《SUNDAY每日》8月13日号上被介绍等，被广泛的媒体报道了。《SUNDAY每日》在同年11月26日号上刊登了以“国铁2万公里的浪漫全线跑完我们也跑完了”为题介绍其他国铁完乘者的报道。以被“时刻表2万公里”触发的形式，国铁从1980年（昭和55年）开始，根据自己的规则，开始了认定并表彰完成乘者的“好的旅行挑战2000km”运动，到夹着国铁分割民营化的1990年（平成2年）为止一直持续着。本次活动的完成乘（在活动中表现为“完全踩破”）的达成者在10年间上升到了1.500人以上，与活动开始前相比增加了很多。另外，在《时刻表名侦探》中被认为“一个人都没有”的女性的完乘者也在宣传活动中诞生。
2003年10月19日，横滨市的公司职员杉原巨久在完成日本所有路线的同时，完成了JR私铁的全部车站下车。
同年11月3日，演员关口知宏在电视节目《列岛纵贯铁路乘尽之旅～JR 20000km全线跑破〜》中完成了JR线路全线的乘坐。
JR的话，完成乘坐的男性很多，女性全线完成乘坐的情况很少见。

### 作为日本铁路线路的完整乘客而知名的名人
- 石田穣一-1977年1月22日，在角馆线松叶站完成了国铁全线的乘坐。

- 宫胁俊三-1977年5月28日，在足尾线完成了国铁全线的乘坐。

- 横见浩彦-1987年1月2日，在可部线三段峡站完成国铁全线乘坐。2005年2月20日，在上信电铁上州福岛站完成了国内全线的乘坐。

- 关口知宏-2003年11月3日，在根室站完成了JR全线的乘坐。

- 藻谷浩介-2007年，完成国内全线飞行。

- 木村裕子-2013年7月27日，在稚内站完成JR全线乘坐。2015年11月29日，在平成筑丰铁路赤站完成国内全线的乘坐。

- 伊藤桃-2016年1月10日，在久留里线上总龟山站，JR全线完乘。

## 意大利铁路线的完乘
意大利的铁路线以意大利國家鐵路开始全线1万5000公里的完全乘车而闻名
如果是意大利的铁路线完全乘坐的话，有以下的难点。
- 罢工次数之多
- 列车晚点和铁路时刻表不准确
- 中程线路运行数量之少
- 关于罢工和列车延迟等的信息不足